# 381 Myrrha
381 Myrrha là một tiểu hành tinh rất lớn ở vành đai chính. Nó được xếp loại tiểu hành tinh kiểu C, và dường như được cấu tạo bằng vật liệu cacbonat.
Tiểu hành tinh này do Auguste Charlois phát hiện ngày 10.01.1894 ở Nice, và được đặt theo tên Myrrha, con gái vua Theias của Assyria trong thần thoại Hy Lạp.
Ngày 13.01.1991, tiểu hành tinh này đã che khuất sao Alhena (γ Geminorum) được quan sát thấy ở Nhật Bản và Trung quốc, và kích thước cũng như hình dạng của Myrrha đã được làm sáng tỏ .